# Scarus globiceps
Scarus globiceps és una espècie de peix de la família dels escàrids i de l'ordre dels perciformes.

## Morfologia
Els mascles poden assolir els 27 cm de longitud total.

## Distribució geogràfica
Es troba des de l'Àfrica oriental fins a les Illes de la Línia, les Illes de la Societat, les Illes Ryukyu i el sud de la Gran Barrera de Corall.